# Wetteldorfer Richtschnitt
Der Wetteldorfer Richtschnitt ist ein künstlicher geologischer Aufschluss in der Nähe des Schönecker Ortsteils Wetteldorf in der Eifel. Als GSSP, das heißt die internationale Referenz, für die geologische „Zeitgrenze“ zwischen Emsium und Eifelium, die zugleich auch die Grenze zwischen Unter- und Mitteldevon ist, besitzt er eine herausragende geologische Bedeutung. Seine Geschichte ist eng mit dem Senckenberg-Institut in Frankfurt am Main verknüpft. Der Wetteldorfer Richtschnitt war der erste der beiden verbindlich festgelegten und allgemein anerkannten GSSPs in Deutschland. Der andere ist seit 2021 der Kalksteinbruch Salzgitter-Salder (Turonium-Coniacium-Grenze).
Der Referenzpunkt für die Liegendgrenze (Basis) des Eifeliums befindet sich 21,25 Meter oberhalb der Profilbasis im oberen Teil der Heisdorf-Formation, 1,9 Meter unterhalb der Basis der Lauch-Formation, in einer rund 5 Zentimeter mächtigen crinoidenführenden Kalkstein-Schicht unmittelbar unterhalb der Bentonit-Lage „Horologium II“.:S. 105–106 Er ist biostratigraphisch gekennzeichnet durch das erstmalige Auftreten (englisch first appearance date, FAD) der Conodonten-Unterart Polygnathus costatus partitus im Fossilbericht.:S. 105–106 Das FAD des Conodonten Icriodus corniger retrodepressus liegt knapp oberhalb dieser Grenze.:S. 105–106

## Geologie
Der GSSP des Eifeliums liegt, wie jeder andere GSSP auch, in einer Abfolge mariner Sedimentgesteine. Diese ist im Zuge der Variszischen Orogenese gefaltet worden und steht heute in den Schenkeln einer großen Synklinalstruktur im Nordwesten des Rheinischen Schiefergebirges (Eifel), der sogenannten Prümer Kalkmulde, an. Der Wetteldorfer Richtschnitt befindet sich im Südostschenkel dieser Kalkmulde. Entsprechend fallen die Schichten dort – mit 55 bis 75 Grad – in nördliche Richtungen:S. 147 ein.
Die obere Heisdorf-Formation ist eine Ablagerungssequenz des flacheren Schelfs und besteht aus geringfügig karbonathaltigen, grauen und grünlichen siltigen Tonsteinen und Siltsteinen, in die vereinzelt Mergelkalkstein- oder karbonathaltige Sandsteinlagen eingeschaltet sind. Zur Basis der Lauch-Formation hin nimmt der Anteil an karbonatischen Schichten zu.:S. 105
Die untere Lauch-Formation liegt im Wetteldorfer Richtschnitt in Gestalt der Wolfenbach-Subformation vor. Diese Subformation umfasst eine Wechselfolge von blaugrauen Kalksteinen und crinoidenführenden Kalksteinen, grauen und grünlichen siltigen Tonsteinen und Mergelsteinen sowie einigen Schichten aus karbonathaltigem Sandstein. Die Mächtigkeit der Kalk- und Mergelsteinschichten nimmt dabei zum Hangenden zu.:S. 106
In die Abfolge sind insgesamt sieben Bentonitlagen eingeschaltet: „Hercules I“ und „II“ sowie „Horologium I“ bis „III“ in der oberen Heisdorf-Formation und „Libra I“ und „II“ in der unteren Lauch-Formation.:S. 106

## Forschungsgeschichte
Die Anlage des Wetteldorfer Richtschnittes geht auf die Initiative des seinerzeit leitend am Senckenberg-Institut in Frankfurt am Main tätigen deutschen Geologen Rudolf Richter zurück, der ab den 1910er Jahren gemeinsam mit seiner Ehefrau Emma Richter als Vorreiter bei der modernen geologischen Erforschung des Devons der Eifel agierte.:S. 48 Grund für diese Initiative war die damals als unzureichend empfundene Datenlage hinsichtlich einer präzisen Festlegung der Grenze zwischen dem Unter- und Mitteldevon im westlichen Europa. Im Jahr 1937 wurde auf der „I. Internationalen Richtschnitt-Konferenz“ in Schönecken die Anlage eines Richtschnittes unweit des Tagungsortes beschlossen, da „nirgends in der ganzen Rheinischen Masse eine aussichtsreichere Stelle gefunden werden könne als hier bei Wetteldorf.“:S. 147 Noch im gleichen Jahr wurde an besagter Stelle ein 147 Meter langer und bis zu 2,5 Meter tiefer Schurfgraben ausgehoben, durch den eine weitgehend lückenlose Abfolge von den unterdevonischen „Wiltzer Schichten“ bis zu den mitteldevonischen „Laucher Schichten“ aufgeschlossen wurde. Leiter der Profilaufnahme war Gerhard Solle.:S. 147 Den abschließenden Forschungsbericht veröffentlichte Rudolf Richter 1942.:S. 147
Die ca. 5 Tonnen umfassende Fossiliensammlung wurde ins Senckenberg-Institut verbracht, dort präpariert und von deutschen und anfangs auch noch von englischen Fachleuten wissenschaftlich bearbeitet. Um die Sammlung während des Zweiten Weltkriegs vor den alliierten Luftangriffen auf Frankfurt zu schützen, wurde sie in das Glauberg-Museum bei Büdingen ausgelagert, darunter tausende fertig präparierter Trilobiten, die eine geschlossene Entwicklungsfolge der in den Schichten des Richtprofils vorhandenen Arten repräsentierten.:S. 149 Dennoch wurde diese Sammlung – durch Artilleriebeschuss – in wichtigen Teilen zerstört.:S. 147/149 Bedeutende Arbeiten auf der Basis des „ersten“ Richtschnittes sind::S. 147
- Georg Dahmer
  - (1943) Die Mollusken des Wetteldorfer Richtschnittes. Senckenbergiana, 26: 325–396, Frankfurt a. M.
- Karl Krömmelbein
  - (1953) Der Horizont mit Spirifer ostiolatus in der Schichtfolge der Prümer Mulde (Devon/ Eifel), mit einem Ausblick auf die Mitteldevon-Gliederung des Bergischen Landes. Senckenbergiana, 34: 61–72, Frankfurt a. M.
- Herta Schmidt
  - (1942) Die Rhynchonelliden des Wetteldorfer Richtschnittes. Senckenbergiana, 25(1/6): 389–403, Frankfurt a. M.
  - (1946) Die Terebratulidae des Wetteldorfer Richtschnittes. Senckenbergiana, 27(1/6): 67–75, Frankfurt a. M.
- Wolfgang Struve
  - (1955) Die Frage der Eifler Crinoiden-Schicht (Mittel-Devon) im Lichte feinstratigraphischer Untersuchungen. Senckenbergiana lethaea, 35(5/6): 279–316, Frankfurt a. M.

Weitere Publikationen auf der Basis des Richtschnittmaterials erschienen und erscheinen in den Senckenberg-Schriftenreihen Senckenbergiana lethaea und Natur und Museum, darunter Arbeiten von Klaus Fahlbusch, Rudolf Birenheide, Karsten Weddige und vielen anderen mehr.:S. 149
Nicht zuletzt wegen der Kriegsverluste bestand auch nach 1945 weiterhin Bedarf für die Erforschung des Unter-/Mitteldevon-Grenzintervalls. So wurde Anfang der 1950er unweit der Position des „ersten“ Wetteldorfer Richtschnittes ein weiterer Schurfgraben im Mitteldevon angelegt („Schönecker Richtschnitt“), der 1973 ins Grenzintervall (Heisdorfer Schichten) hinein verlängert (und fortan Dingdorfer Richtschnitt genannt) wurde. 1970 wurde der Wetteldorfer Richtschnitt im Bereich der Heisdorfer und Laucher Schichten erneut geöffnet und wissenschaftlich untersucht.:S. 149 Ein dritter Richtschnitt im Grenzintervall wurde 1972 in der Gerolsteiner Kalkmulde in der Nähe von Lissingen geöffnet (Lissinger Richtschnitt).:S. 149 Alle diese Anfang der 1970er Jahre vorgenommenen Aufgrabungen erfolgten unter der Leitung des Senckenberg-Paläontologen Rolf Werner.
Nachdem in den ersten Jahrzehnten der zweiten Hälfte des 20. Jahrhunderts der Wunsch nach einer global gültigen geologischen Standardzeitskala in der Fachwelt immer mehr wuchs und im Zuge dessen das GSSP-Konzept entwickelt wurde, wählte 1981 die ICS-Subkommission für das Devon (Subcommission on Devonian Stratigraphy, SDS) auf der Tagung in Binghamton, New York (USA), den Wetteldorfer Richtschnitt offiziell als GSSP für die Emsium-Eifelium-Grenze aus.:S. 149 Diese Wahlentscheidung wurde schließlich 1984 durch die Internationale Union für Geowissenschaften (IUGS), den Dachverband der ICS, in Moskau ratifiziert.:S. 149 Bevor im Jahr 2021 der Kalksteinbruch Salzgitter-Salder (Turon-Coniac-Grenze) offiziell GSSP-Status bekam, war der Wetteldorfer Richtschnitt der einzige GSSP in Deutschland.
1990 wurde über dem Richtschnitt die nach einem süddeutschen Erdölgeologen benannte Ludwig-Happel-Baude errichtet, um ihn vor Verwitterung, aber auch vor Vandalismus zu schützen.:S. 149